# アルキュオネウス (電波銀河)
アルキュオネウス (英: Alcyoneus) は、地球から見てやまねこ座の方向約30億光年の距離にある電波銀河。母銀河のSDSS J081421.68+522410.0から広がる電波ローブの広がりは少なくとも5 メガパーセク (Mpc)（約1630万光年）以上の大きさを持ち、これは単独の銀河が形成する構造としては最大のものである。2022年2月に、オランダの電波天文学研究機関「ASTRON」が運用する大型電波望遠鏡LOFAR (Low-Frequency Array) を用いた観測で発見されたことがプレプリントサーバー「arXiv」で公表され、同年3月30日に学術誌「アストロノミー・アンド・アストロフィジックス」に掲載された。研究グループは、ギリシャ神話でヘーラクレースと戦って敗れたギガンテスの一柱の名を取って、「アルキュオネウス（Alcyoneus、古代ギリシア語: Αλκυονεύς）」と呼んでいる。

## 特徴
電波銀河は活動銀河の一種で、天の川銀河より1万-10億倍も強い電波を放出する。電波銀河には、銀河本体（母銀河）よりもはるかに大きなスケールの「電波ジェット」や「電波ローブ」と呼ばれる構造が見られる。電波ジェットは母銀河から双極的に噴出するジェットで、電波ジェットの伸びた先から繋がるようにバブル状の電波ローブが位置する。電波銀河の中でも、電波ジェットや電波ローブの大きさが0.7-1.0 Mpc（230万-330万光年）を超えるものは「巨大電波銀河 (Giant radio galaxy, GRG) と呼ばれる。GRGは約1,000個が知られており、そのうち3 Mpc（約980万光年）を超えるほどの大きさを持つものは10個程度である。これまで既知のGRGの中で最大のものはJ1420-0545で、4.9 Mpcの構造を持つとされていた。研究チームは、アルキュオネウスの大きさを5.04±0.05 Mpc（1640±16万光年）と見積もっており、これは単独の銀河によって形成された構造としては最大のものであるとしている。
この巨大な電波放射の母銀河である楕円銀河SDSS J081421.68+522410.0の恒星質量は2400億±400億太陽質量 (M☉) 、中心部にある超大質量ブラックホールの質量は4億±2億 M☉と、GRGの母銀河としては大きなものではなくむしろ下限値に近い。特に大きいわけではない母銀河からの電波放射がどのようにしてこれほど大きなサイズとなったのか、原因は不明である。またこの楕円銀河は、最も近い銀河から約7.9 Mpc（約2600万光年）、最も近い銀河団からは約11 Mpc（約3600万光年）離れていることから、銀河団や銀河群に属さない独立した銀河で、宇宙の大規模構造の「フィラメント」に位置していると見られている。そのため、電波放射の領域が著しく大きくなった原因がフィラメントとの何らかの熱力学的相互作用による可能性も示唆されている。

## 名称
研究グループが呼称として用いたAlcyoneusは、ギリシャ神話に登場するギガンテス（巨人）の1柱に由来する。西暦1-2世紀の著述家偽アポロドーロスの『ビブリオテーケー』によると、アルキュオネウスは原初の天空神ウラノスの息子で、ポルピュリオーンとともにギガンテスの中でも最も偉大な者とされた。彼は、ギガンテスとオリンポスの神々との戦い「ギガントマキアー」の際にヘーラクレースに挑んで敗れたとされる。